# Kalesija Selo
Kalesija Selo – wieś w Bośni i Hercegowinie, w Federacji Bośni i Hercegowiny, w kantonie tuzlańskim, w gminie Kalesija. W 2013 roku liczyła 2222 mieszkańców, z czego większość stanowili Boszniacy.